# Naggbägarlav
Naggbägarlav (Cladonia fimbriata) är en lavart som först beskrevs av L., och fick sitt nu gällande namn av Elias Fries. Naggbägarlav ingår i släktet Cladonia och familjen Cladoniaceae.  Arten är reproducerande i Sverige. Inga underarter finns listade i Catalogue of Life.

## Källor

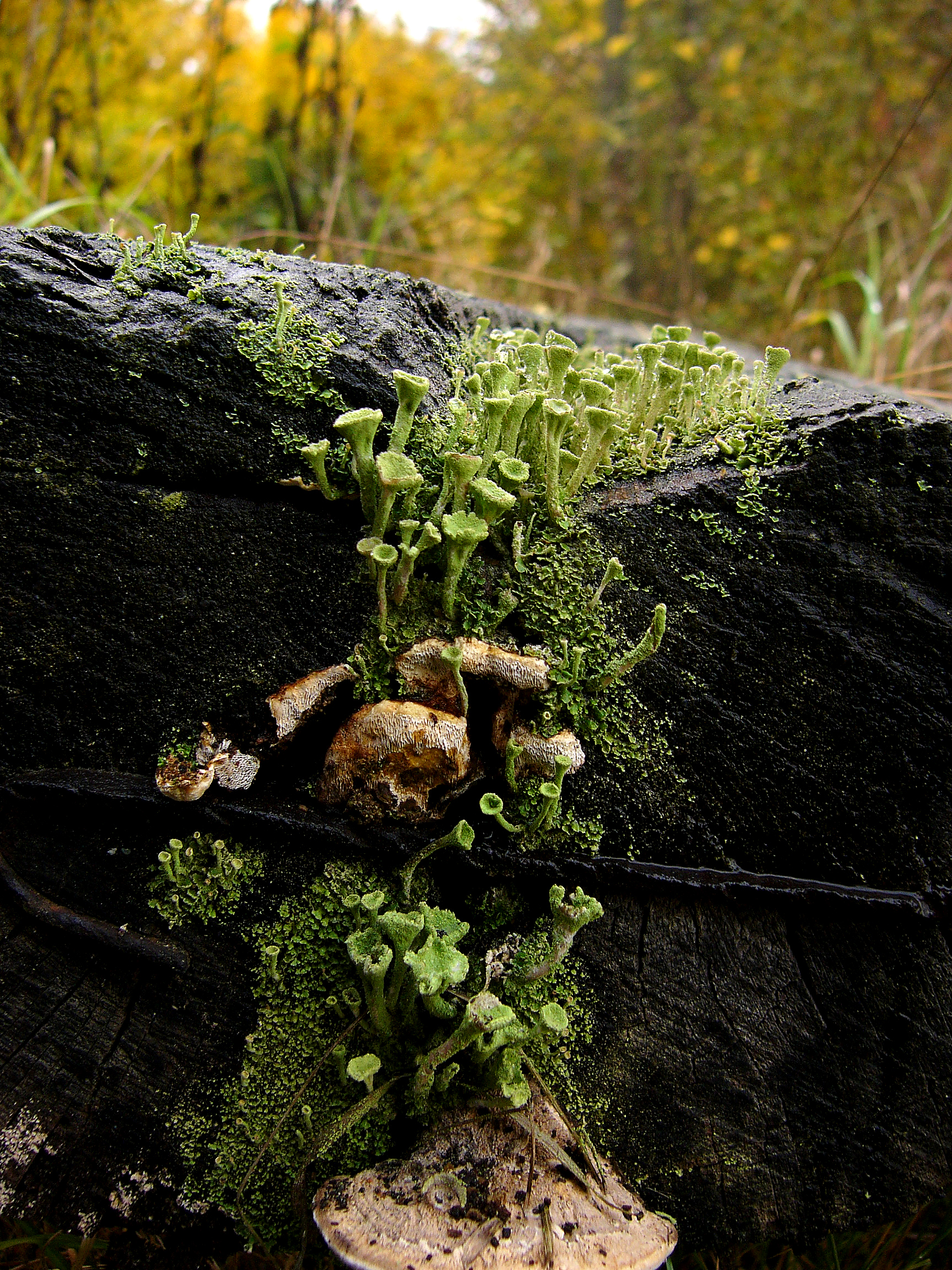
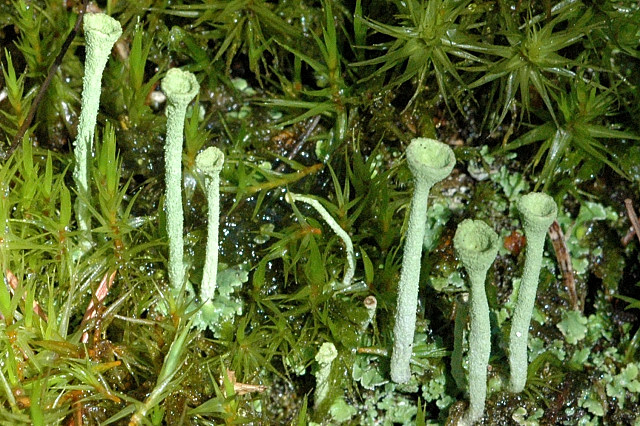
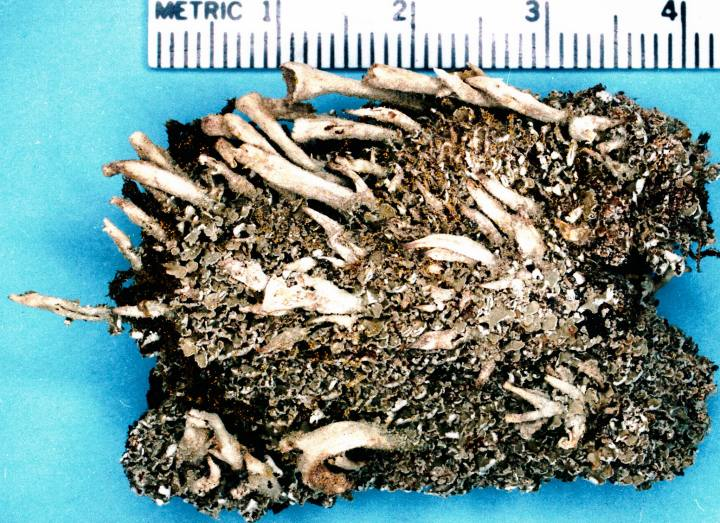
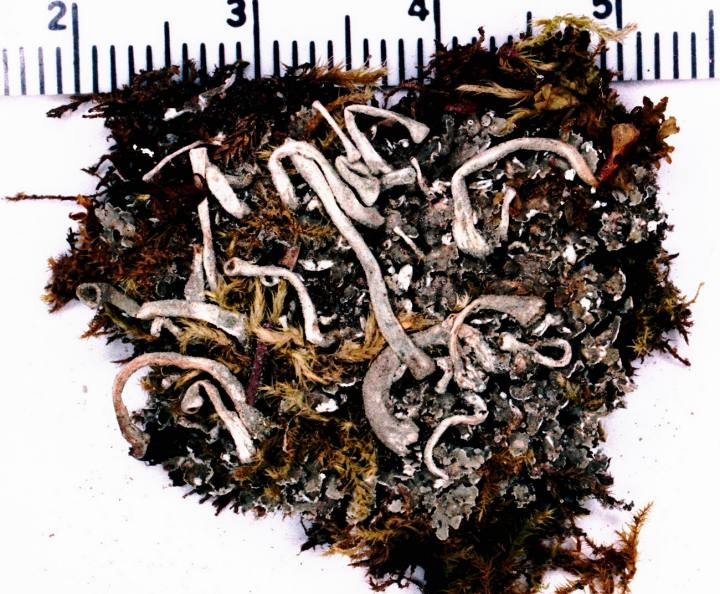
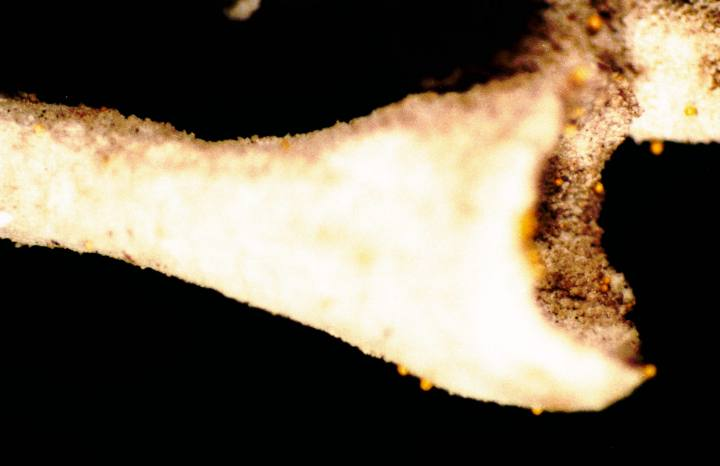
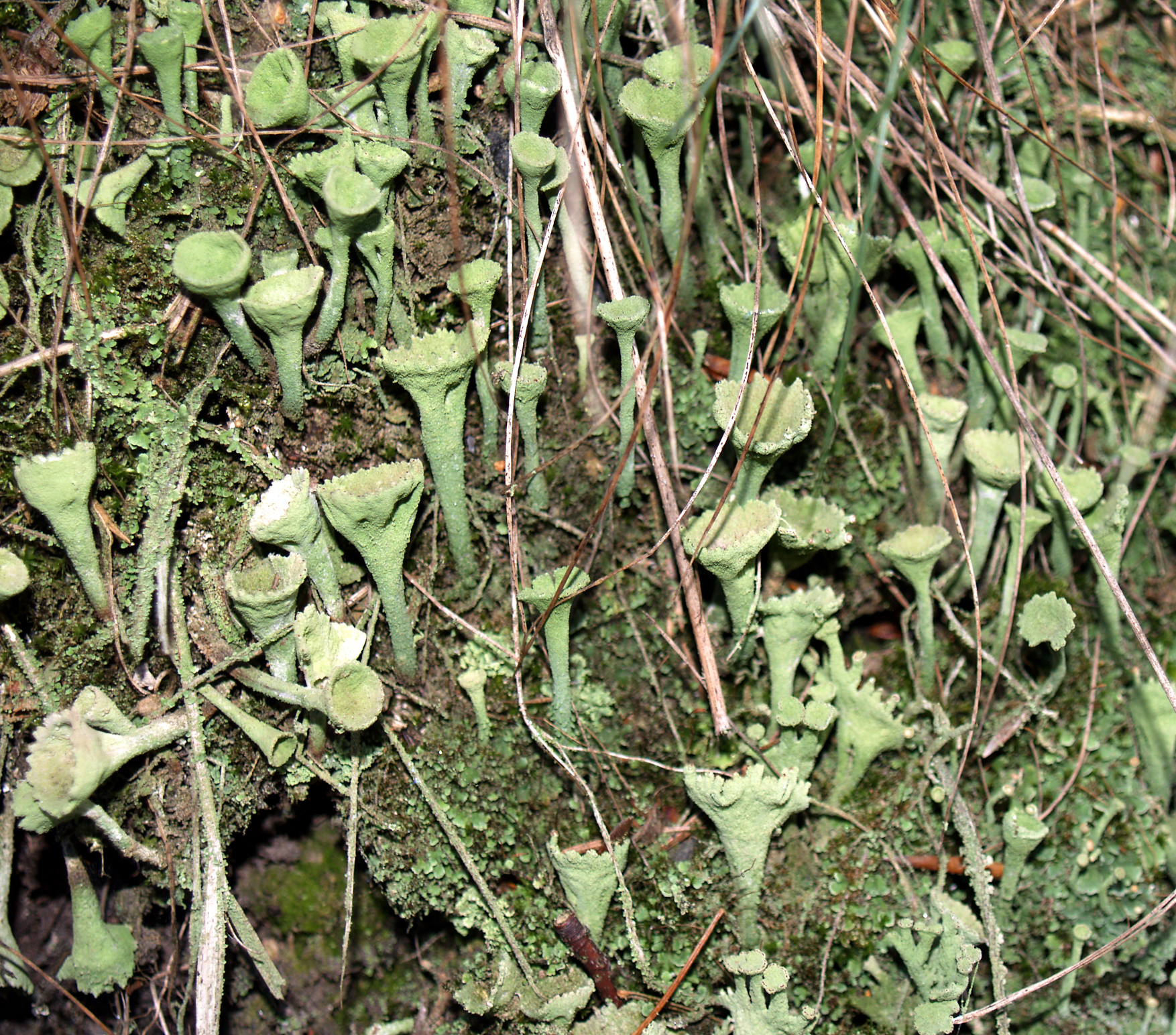
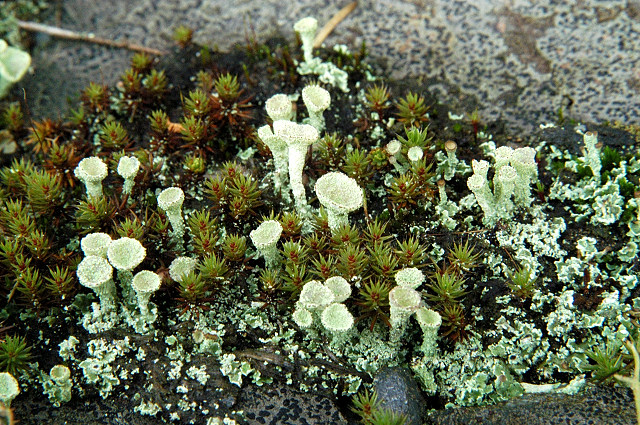
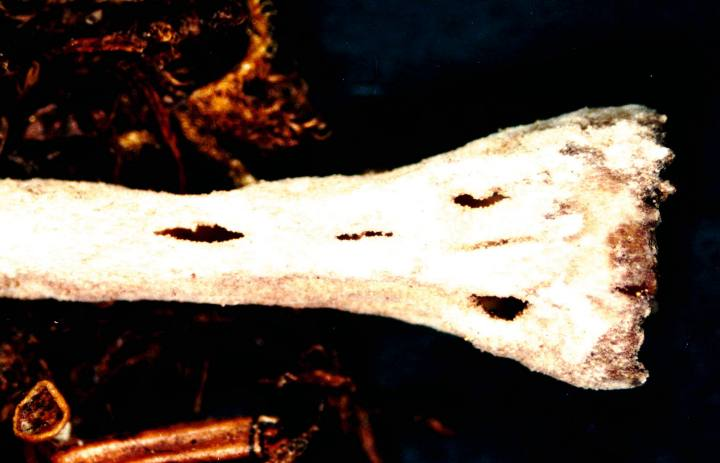